# کوشورو (بولونزی)
کوشورو (به اسپانیایی: Kushuru) یک کوه در پرو است که در Peru, Ancash Region واقع شده‌است. کوشورو ۴٬۸۰۰ متر بالاتر از سطح دریا واقع شده‌است.